# استشهادی برای خدا
استشهادی برای خدا فیلمی به کارگردانی علیرضا امینی و نویسندگی علیرضا امینی و محسن تنابنده محصول سال ۱۳۸۶ است که در روستای شورآب سوادکوه فیلمبرداری شد.
محسن تنابنده برای بازی در این فیلم برنده سیمرغ بلورین بهترین بازیگر نقش مکمل مرد جشنواره فیلم فجر شد.

## خلاصه داستان
فتحی، راهبان قدیمی قطار در روزهای پایانی زندگی اش، برای جبران اتفاقات گذشته به روستای زادگاه خود بازمی‌گردد تا از مردمی که با گفتن حرف و حدیث هایی سبب سوءظن وی نسبت به همسرش بوده اند و موجب فرار او از روستا شده بودند، حلالیت بگیرد. در واقع او درصدد استشهادی برای خدا با امضاء مردم است تا آسوده بمیرد.

## بازیگران
- جمشید هاشم‌پور
- محسن تنابنده
- احمد مهران‌فر
- سروناز مستوفی
- علی سرابی
- هاله گرجی
- محمد بزرگمهر
- شیرین زنگنه
- بهروز جلیلی
- سامان ارسطو

## جوایز و نامزدها

### بیست و ششمین دوره جشنواره فیلم فجر
| قسمت                       | نامزد                       | نتیجه    |
| -------------------------- | --------------------------- | -------- |
| بهترین بازیگر نقش مکمل مرد | محسن تنابنده                | برنده    |
| بهترین فیلمنامه            | محسن تنابنده و علیرضا امینی | نامزدشده |
| بهترین فیلمبرداری          | محمدرضا سکوت                | نامزدشده |